# Lazing on a Sunday Afternoon
A Lazing on a Sunday Afternoon a második dal a brit Queen rockegyüttes 1975-ös A Night at the Opera albumáról. A szerzője Freddie Mercury énekes volt, aki az együttes korai időszakában nagy híve volt az ilyen vidám music hall és kabaré jellegű daloknak. Egy perc hét másodperces terjedelmével a legrövidebb Queen-dalok egyike, egy hét történéseit meséli el, kezdve a hétfői munkával, egészen a vasárnapi lustálkodásig.
A dalt Mercury énekli és kíséri zongorával, csak kevés ponton jelenik meg az együttes kórusa. Hogy korabeli megafonos hangzást érjenek el, Mercury felvett hangját visszajátszották egy fülhallgatóra, amelyet egy ónvödörbe raktak, a vödör szájánál pedig egy mikrofonnal vették fel a hangot. A dalt egyszerű gitárszóló zárja, amelyet Brian May gitáros szokásához híven a zongorát figyelembe véve, azt ellenpontozva alakított ki. A gitárján csak a fogólap felőli hangszedő volt bekapcsolva, a hangot AC30-assal erősítette meg, és utána duplázta. Így alakította ki az általa „bolondosnak” nevezett hangzást: „mintha egy fickó fűrésszel játszana egy hegedűn.”
1976 folyamán játszották a koncerteken, de mivel nem tudták hatásosan előadni, a következő évtől már nem. A kritikusok nagy része az album másik hasonló stílusú dalához, a „Seaside Rendezvous”-hoz hasonlóan kedves, mulatságos dalnak tartotta. A Rolling Stone nem írt közvetlenül róla, de összességében az album kabaré-szerű dalait már túlzásnak találta. A Melody Maker „ügyes aprós kis kabarédal” félmondattal jellemezte,  az NME pedig úgy vélte, hogy a közvetlenül a „Death on Two Legs” kemény rockja után elhangzó vidám dal nagyban meghatározza az album hangulatát.

## Közreműködők
- Ének: Freddie Mercury
- Háttérvokál: Freddie Mercury

Hangszerek:
- Roger Taylor: dob
- John Deacon: basszusgitár
- Brian May: elektromos gitár
- Freddie Mercury: zongora